# Финно-угроведение (журнал)
«Финно-угрове́дение» — научный академический журнал в России, посвящённый вопросам этнографии, этнологии, этнической истории и языкознания финно-угорских народов, то есть одноимённой научной дисциплине. Кроме того, в журнале публикуются материалы по современной культуре финно-угорских народов, о научных конференциях финно-угроведов и о мероприятиях в рамках европейского пан-финно-угристского движения.
Журнал основан в феврале 1994 года, выходит 2 раза в год (до 2000 года — 4 раза в год). Издаётся в Йошкар-Оле Марийским научно-исследовательским институтом языка, литературы и истории им. В. М. Васильева.
Тираж в середине 1990-х составлял 500—1000 экземпляров.

## История
Журнал основан в феврале 1994 года. Решение о создании журнала принял научный центр финно-угроведения при МарНИИЯЛИ, образованный в 1993 году. Необходимость учреждения научного журнала, посвященного освещению вопросов финно-угроведения, была признана на первом Всемирном конгрессе финно-угорских народов, проходившем в 1992 году в Сыктывкаре.

## Редакционная коллегия
Главный редактор — К. Н. Сануков.